# Xenosaurus rackhami
Xenosaurus rackhami là một loài thằn lằn trong họ Xenosauridae. Loài này được Stuart mô tả khoa học đầu tiên năm 1941.